# Chanchik
Chanchik är ett berg i Armenien.   Det ligger i provinsen Vajots Dzor, i den sydöstra delen av landet, 100 kilometer sydost om huvudstaden Jerevan. Toppen på Chanchik är 1 972 meter över havet.
Terrängen runt Chanchik är huvudsakligen kuperad, men åt nordväst är den bergig. Närmaste större samhälle är Vayk', 7,6 kilometer nordost om Chanchik. 
Trakten runt Chanchik består i huvudsak av gräsmarker. Runt Chanchik är det ganska glesbefolkat, med 28 invånare per kvadratkilometer.